# Sugus

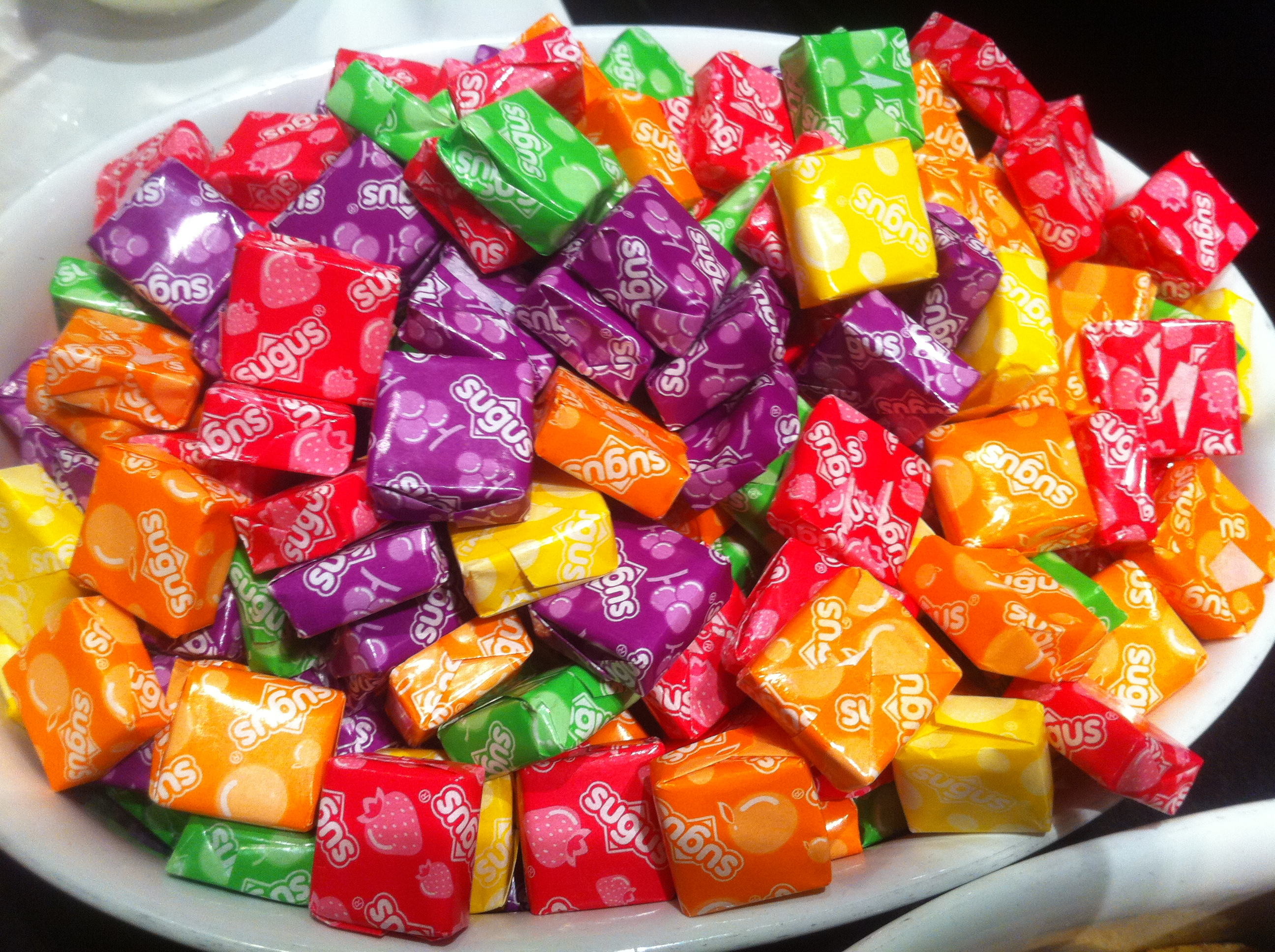
Sugus de diversos gustos.

Sugus és una marca de caramels masticables de l'empresa Wrigley Company. Cal cercar el seu origen a l'empresa xocolatera suïssa Suchard, que els va crear en 1931.
Tenen forma de quadrat de 2 cm i un gruix de 7 mm, incloent l'embolcall. El nom ve de les llengües escandinaves, on suge vol dir 'xuclar'. Hi ha de diversos gustos, entre d'altres: llimona, taronja, maduixa, poma, menta, gerd i pinya segons el color de l'embolcall (groc, taronja, vermell, verd clar, verd fosc, violeta i blau, respectivament), que és característic del caramel. L'embolcall clàssic (que mesura 6,3 per 4,5 cm) embolicava al caramel respectant la forma paral·lelepípeda, mostrant en color blanc els noms sugus (minúscula de major grandària) i el nom del gust (majúscula de menor grandària), ocupant tot l'embolcall. Dins de l'embolcall es trobava un paper fi petit i blanc de 6,3 per 1,9 cm que envoltava al caramel evitant que s'enganxés a l'embolcall exterior, per exemple, en moments d'excessiva calor. L'embolcall actual no inclou el nom del gust i solament s'identifiquen pel dibuix i color.

## Història
En 1931 la companyia suïssa Suchard, que era una de les més importants fabricants de xocolates, va decidir ampliar la seva gamma de productes innovant amb un nou tipus de llaminadura i ampliar la base del seu mercat. Per a això, el seu director general, Hans-Conrad Lichti, es va obstinar a buscar noves receptes per a nous productes. En la seva recerca va trobar a Cracòvia (Polònia) un tipus de caramel tou i emmotllable que es podia xuclar fins a desfer-se en la boca i la recepta de la qual era anglesa. Disposat a elaborar un nou caramel a partir d'aquesta recepta, va comprar la patent per 500 dòlars. El text de la recepta original es troba en els arxius històrics de Suchard: 7 quilos de sucre, 15 quilos de xarop, 3 quilos de greix de cacauet, 3 quilos de goma especial i 0,35 quilos d'àcid tartàric i vainilla. A aquesta recepta se li anaven afegint sucs de fruites diferents, la qual cosa corresponia a cada sabor i color d'aquests petits caramels.
Encara que els caramels van començar a produir-se durant la dècada dels anys 1930, la seva veritable expansió va ser després de la Segona Guerra Mundial, quan es van anar creant filials i concedint-se llicències per a la seva producció. Així van arribar a l'Argentina, Bèlgica, Itàlia, Àfrica del Sud, França, Portugal, Mèxic, Alemanya, Tailàndia, Àustria, Indonèsia, Brasil i Espanya, on van començar a elaborar-se a partir de 1961.
Existeix també la línia de Sugus confitats en les seves dues versions: la tradicional i la Evolution. La primera conté caramels amb gust de gerd, pinya i llimona; mentre que la segona es de cirera, raïm i taronja.
Com a novetat del nou mil·lenni, l'empresa va llançar els Sugus Max que mesuren 5 cm de cada costat i 1 cm d'espessor, i existeixen combinacions de sabors.

## Sugus a l'estat espanyol
Va ser l'any 1961 quan Suchard va començar a produir Sugus en la seva factoria de Donostia, producció que es va mantenir fins 1988, quan l'empresa suïssa decideix tancar les seves fàbriques a Oviedo i Donostia, passant la producció dels caramels a Argentina. El 2005, Kraft General Foods (que en 1990 havia comprat Suchard) va vendre a Wrigley la producció de Sugus. Actualment és Mars la propietària de la marca i produeix principalment els Sugus a la Xina.